# Miss Brunners letztes Programm
Miss Brunners letztes Programm (OT: The Final Programme) ist ein ab 1965 in Auszügen im britischen Magazin New Worlds erschienener, aber erst 1968 in den USA als zusammenhängender Roman veröffentlichter Text des Science-Fiction/Fantasy-Autors Michael Moorcock; laut Moorcock fanden seine Verleger den Text damals „too freaky“. Entstanden in den Anfangsjahren der Londoner Underground-Szene erzählt der Roman die Abenteuer des hippen, ultracoolen und tragisch verstrickten Jerry Cornelius, der später in weiteren Romanen Moorcocks und anderer Autoren wieder auftauchen sollte. Kritiker Ralph Willet beschrieb die Welt des Jerry Cornelius als „die Welt der 1960er – beschwingt, elitär, androgyn, narzisstisch, überfüllt und voller Darstellungen der Gewalt“. Die Beschreibungen im Roman sind oft auf Konsum, Konsumgegenstände und Marken fixiert. So werden viele der damals angebotenen Konsumartikel, von Alkoholica über Modeartikel bis hin zu Bands, mit Namen und Marke benannt. 1973 wurde der Roman von Robert Fuest unter dem gleichen Titel verfilmt.
Die einführenden Seiten des Romans tragen die Überschrift „Preliminary Data“. Jerry trifft nahe der Ruinen von Angkor Wat in einer Luxussuite im der geheimnisvollen Tempelanlage nachempfundenen Hilton Angkor auf den indischen Wissenschaftler Dr. Hira. Sie sprechen über die zyklische Zeit der Veden; Hira erwähnt, dass die Zeit für einen neuen Messias günstig wäre, er nach einer Weltenformel sucht, und dass eine gewisse Miss Brunner, ein flüchtiges Abenteuer in Delhi, ihn schwer beeindruckt hat. Die beiden schlafen in Hiras Bett ein.
In der folgenden Geschichte, die aufgrund der „einleitenden Daten“ auch als Traum einer Erzählfigur gedeutet werden kann, muss sich Jerry seinem bösen Bruder Frank stellen, der seine Geliebte und Schwester, Catherine, gefangen hält und mit Miss Brunner an einem Supercomputer arbeitet, dessen finales Programm eine Art Weltenformel darstellt. Miss Brunner selbst ist eine Art Vampir-Wesen, das ihre verschiedenen Partner konsumiert. Miss Brunner überzeugt Jerry, ihr Projekt zu unterstützen. Schließlich verschmelzen Jerry und Miss Brunner zum riesenhaften Supermessias Cornelius Brunner.
Der Text kann teilweise als Variante der Geschichte um Moorcocks Antihelden Elric of Melniboné interpretiert werden: Jerry wäre dann Elric, Catherine Cymoril, Miss Brunner das seelenverzehrende Schwert Stormbringer und Bruder Frank Vetter Yyrkoon.